# Hrvoje Smolčić
Hrvoje Smolčić (Gospić, 17 agosto 2000) è un calciatore croato, difensore del LASK in prestito dall'Eintracht Francoforte. È il fratello gemello di Ivan Smolčić.

## Caratteristiche tecniche
È un difensore centrale.

## Carriera

### Club
Cresciuto nel settore giovanile del Rijeka, ha esordito in prima squadra il 17 marzo 2019 disputando l'incontro di 1. HNL vinto 3-1 contro l'Osijek.

### Nazionale
L'8 ottobre 2021 fa il suo debutto con la Croazia U-21, subentra al posto di Luka Sučić in occasione dell'incontro casalingo vinto contro la Norvegia (3-2).
L'11 novembre seguente disputa da titolare il match interno vinto 2-0 contro l'Estonia.

## Statistiche
Statistiche aggiornate al 30 novembre 2023.

### Presenze e reti nei club
| Stagione        | Squadra               | Campionato      | Campionato | Campionato | Coppe nazionali | Coppe nazionali | Coppe nazionali | Coppe continentali | Coppe continentali | Coppe continentali | Altre coppe | Altre coppe | Altre coppe | Totale | Totale |
| Stagione        | Squadra               | Comp            | Pres       | Reti       | Comp            | Pres            | Reti            | Comp               | Pres               | Reti               | Comp        | Pres        | Reti        | Pres   | Reti   |
| --------------- | --------------------- | --------------- | ---------- | ---------- | --------------- | --------------- | --------------- | ------------------ | ------------------ | ------------------ | ----------- | ----------- | ----------- | ------ | ------ |
| 2018-2019       | Rijeka                | 1.HNL           | 6          | 0          | CC              | 0               | 0               |                    | -                  | -                  |             | -           | -           | 6      | 0      |
| 2019-2020       | Rijeka                | 1.HNL           | 24         | 0          | CC              | 3               | 1               | UEL                | 0                  | 0                  | SC          | 0           | 0           | 27     | 1      |
| 2020-2021       | Rijeka                | 1.HNL           | 16         | 0          | CC              | 1               | 0               | UEL                | 2+5                | 0                  | -           | -           | -           | 24     | 0      |
| 2021-2022       | Rijeka                | 1.HNL           | 22         | 1          | CC              | 3               | 0               | UECL               | 3                  | 0                  | -           | -           | -           | 28     | 1      |
| Totale Rijeka   | Totale Rijeka         | Totale Rijeka   | 68         | 1          |                 | 7               | 1               |                    | 10                 | 0                  |             | 0           | 0           | 85     | 2      |
| 2022-2023       | Eintracht Francoforte | BL              | 9          | 0          | CG              | 2               | 1               | UCL                | 3                  | 0                  | SU          | 0           | 0           | 14     | 1      |
| 2023-2024       | Eintracht Francoforte | BL              | 6          | 1          | CG              | 0               | 0               | UECL               | 1+4                | 0                  | -           | -           | -           | 11     | 1      |
| Totale carriera | Totale carriera       | Totale carriera | 83         | 2          |                 | 9               | 2               |                    | 10                 | 0                  |             | 0           | 0           | 110    | 4      |

### Cronologia presenze e reti in nazionale
| Cronologia completa delle presenze e delle reti in nazionale ― Croazia under 21 | Cronologia completa delle presenze e delle reti in nazionale ― Croazia under 21 | Cronologia completa delle presenze e delle reti in nazionale ― Croazia under 21 | Cronologia completa delle presenze e delle reti in nazionale ― Croazia under 21 | Cronologia completa delle presenze e delle reti in nazionale ― Croazia under 21 | Cronologia completa delle presenze e delle reti in nazionale ― Croazia under 21 | Cronologia completa delle presenze e delle reti in nazionale ― Croazia under 21 | Cronologia completa delle presenze e delle reti in nazionale ― Croazia under 21 |
| Data                                                                            | Città                                                                           | In casa                                                                         | Risultato                                                                       | Ospiti                                                                          | Competizione                                                                    | Reti                                                                            | Note                                                                            |
| ------------------------------------------------------------------------------- | ------------------------------------------------------------------------------- | ------------------------------------------------------------------------------- | ------------------------------------------------------------------------------- | ------------------------------------------------------------------------------- | ------------------------------------------------------------------------------- | ------------------------------------------------------------------------------- | ------------------------------------------------------------------------------- |
| 8-10-2021                                                                       | Varaždin                                                                        | Croazia under 21                                                                | 3 – 2                                                                           | Norvegia under 21                                                               | Qual. Europeo Under-21 2023                                                     | -                                                                               | 78’                                                                             |
| 11-11-2021                                                                      | Pola                                                                            | Croazia under 21                                                                | 2 – 0                                                                           | Estonia under 21                                                                | Qual. Europeo Under-21 2023                                                     | -                                                                               |                                                                                 |
| 3-6-2022                                                                        | Drammen                                                                         | Norvegia under 21                                                               | 3 – 2                                                                           | Croazia under 21                                                                | Qual. Europeo Under-21 2023                                                     | -                                                                               | 88’                                                                             |
| 23-9-2022                                                                       | Pola                                                                            | Croazia under 21                                                                | 2 – 1                                                                           | Danimarca under 21                                                              | Qual. Europeo Under-21 2023                                                     | -                                                                               |                                                                                 |
| 17-11-2022                                                                      | Pola                                                                            | Croazia under 21                                                                | 3 – 1                                                                           | Polonia under 21                                                                | Amichevole                                                                      | -                                                                               | 84’                                                                             |
| 21-11-2022                                                                      | Pola                                                                            | Croazia under 21                                                                | 1 – 1                                                                           | Austria under 21                                                                | Amichevole                                                                      | -                                                                               |                                                                                 |
| Totale                                                                          |                                                                                 | Presenze                                                                        | 6                                                                               |                                                                                 | Reti                                                                            | 0                                                                               |                                                                                 |

## Palmarès

### Club

#### Competizioni nazionali
- Coppa di Croazia: 2

Rijeka: 2018-2019, 2019-2020